# お嬢様はカタイのがお好き! 〜神性なる女子寮日記〜
『お嬢様はカタイのがお好き! 〜神性なる女子寮日記〜』（おじょさまはかたいのがおすき! ~しんせいなるじょしりょうにっき~）は、2014年11月28日にインターハートから発売された18禁学園アドベンチャーゲームである。

## ゲームシステム
一人の男を巡って恋のバトルを繰り広げる少女たちを描いたアダルトゲームで、ヒロインたちの心理描写や生活描写が細かく描写されている。Hシーンに力を入れつつも、ヒロインたちの恋のバトルに焦点があてられており、いずれの個別ルートも、選ばれなかった他のヒロインたちが何らかの形で絡んでくる展開となっている。

## ストーリー
料理一筋で一流コックを目指し、レストランなどの料理店を転々としていた八王子鉄也は、とあるレストランでいざこざを起こし、喧嘩別れで店を出ていく間際、同僚から「聖ブルジョワ学園」の食堂料理人を頼まれる。そこは歴史のある全寮制のお嬢様高校であり、同僚から世話になっている事もありその頼みを引き受ける事となる。美味くて工夫を凝らした料理はたちまち女子生徒の評判となり、そして調理する鉄也の姿を観た女子生徒たちはたちまち鉄也に恋慕を抱くようになった。

## 登場人物

### 主要人物
八王子鉄也（はつおうじ てつや）
主人公、高校時代に家を飛び出し高校を中退、手に職をつけたいとオヤジのレストランで叩き上げで修業してきた料理人。オヤジと喧嘩別れし、さらに行く先々の料理店でも問題を起こしては料理店を転々としていた所で、とあるレストランで共に働いていた大塚から聖ブルジョワ学園の食堂料理人を頼まれ、金のためではなく、純粋に美味しいと食べてくれる生徒たちのために料理を作る事にやりがいを感じ、生徒たちの健康管理にも注意するようになり、今まで料理一筋で生きてきたため女に興味はなかったが、女子生徒に囲まれている内に女にも目覚め、あわよくば「良い関係」を築こうと考えるようになる。
性格はぶっきらぼうで蒼子も「料理以外はチンピラ」と評しているが、本人は自覚してないが顔立ちがよく女子生徒たちに人気があるが、朴念仁なため気付いていない。
料理の腕は超一流で、オヤジを越える事を目標にしている。また過去にオヤジの教訓から酒とたばこは嗜まない。
上坂ひとみ（うえさか ひとみ）　
声：妃咲みぁ
裕福な家で生まれ育った女子生徒。見栄っ張りで、頭の悪さを隠しつつもそれが露見して見下されることが多いが、悪知恵には長けており、見下した相手にはいたずらという形で仕返しをする。そのため友人が少なく鉄也にも指摘されているが、漫画の本を多数所持している事がきっかけで、鉄也の案により漫画図書館として同級生が部屋を訪れるようになり、友達が多数できた。
風越志津（かぜこし しず）
声：八尋まみ
頭の良い女子生徒で、入学早々3年生のクラスに入った。見下したような口をきくことから周囲から嫌われており孤独にさいなまされている。
至宝愛佳（しほう あいか）
声：渋谷ひめ
日本有数の財閥、至宝家の令嬢で、才色兼備な女子生徒。中学校も女子校だったため、女子校特有の悪習も経験済みで、性知識も豊富。実は性知識オタク。
護国院美凪（ごこくいん みなぎ）　
声：美月華恋
日本有数の財閥、護国院家の令嬢。愛佳の友人で、きつい性格の持ち主。鉄也の事は最初の内は粗野な男だと怪訝な態度を取っていたが、とある出来事がきっかけで彼の事が気になるようになる。
白鳥加奈（しらとり かな）　
声：星空ユメ
世界有数の財閥、白鳥家の令嬢。清楚な女子生徒。1年間共学校に通っていたため、性差別をしない。はじめて出会った時から鉄也に恋慕を抱いている。誰とでも分け隔てなく接する為周囲から慕われている
久須木みどり（くすき みどり）　
声：なつめ美南海
シャイだが、しっかりした女子生徒。金欠気味でそれが行動にも出ているため、周囲から貧乏くさいと言われている。
金剛あずさ（こんごう あずさ）
声：さやまひさこ
バレエの特待生。明るいが少々天然。
衣かなで（ころも かなで）
声：八ッ橋きなこ
ピアノの特待生。根暗だが運動音痴ではない。
九頭えりか（くず えりか）　
声：夏目久美
美術の特待生で、赤いベレー帽をよくかぶっている短髪の女性。気に入った女子生徒を見つけては裸にしてデッサンの題材にしようとするなど、変態じみた趣味の持ち主。また、ずぼらな人物でもあり、自らの下着が盗まれても気にしない。
涼風麻里亜（すずかぜ まりあ）
声：丹羽りん
寮の班長を務める3年生。模範的な人物だが、お人よしな面もあり、よくエッチな相談をされる。
時雨沢昭子（しぐれざわ しょうこ）　
声：波野夏花
寮の風紀委員を務める3年生で、男性的な人物。
新入生に対して厳しく接するため、新入生から恐れられている。

### その他人物
平坂蒼子（ひらさか あおこ）　
声:金松由花
寮の用務員を務める学園OG。良家のお嬢様だが聖ブルジョワ学園が好きで卒業後に用務員に就職した。手に職をつけたいと料理学校で料理を習ったが、手伝い程度の作業しかできない。鉄也の事は料理人としては尊敬しているが、それ以外の事はチンピラだと思っている。
オヤジ
名称のみで未登場。鉄也が料理人として最初に修業したレストランの料理長兼経営者。豪快な性格で腕っぷしが強く、世界的にも有名なシェフだが、同時に気に入った女性を料理で口説いてモノにするドスケベオヤジとしても有名。料理の腕は右に出る者はいないと言われ、鉄也曰く「ありえない速度で人を感動させる料理を作るシェフ」で、鉄也が目標としている男。
榊原
学園寮長。30代後半で未婚。鉄也の事は、料理の腕は認めてはいるものの、若くて素行が悪いため、いつ女生徒に問題を起こすかとあまり快くは思ってない。
斉藤
学園用務員を務める老人。自称「執事」。ドの付くスケベジジイで、生徒たちの「肉体的成長」を観るために至る所にのぞき穴などを作っている。
マイケル
愛佳の家の系列の、一流レストランで雇っているシェフで、本名田中十三郎。三ツ星レストラン「ベルサーレ」で料理長を務めていた事もあり腕は超一流。愛佳が鉄也を追い出し彼を後任にさせようと料理対決を挑んだが、今まで「学食」という環境での仕事をした事がないに加え、鉄也の策で敗北した。後に鉄也が生徒たちのために作った自愛に満ちた料理を食べて改心し、彼がオヤジの弟子だと気付き、鉄也がオヤジを越える日が来る事を楽しみにするとその場を去った。
大塚
プロローグに登場。鉄也と同じレストランで働いていた料理人で鉄也より5歳年上、鉄也とはウマが合い、何かと面倒を見てくれたため鉄也も彼の言う事は聞いていた。裕福な家庭の生まれなため交友関係が広く、ある筋で聖ブルジョワ学園の食堂の料理人募集を依頼されていたので、オーナーと喧嘩して店を出ていく鉄也に託した。

## スタッフ
- シナリオ:十全

## 主題歌・音楽
オープニングテーマ「君のハートをいただきます♥」
歌：little ravie、作詞・作曲　akane(PriDona)、編曲　Yoshiaki(PriDona)
エンディングテーマ「Touch my heart」
歌：little ravie、作詞・作曲：akane(PriDona)、編曲：Yoshiaki(PriDona)